# Maddalena Giordano
Maddalena Giordano (* 21. Mai 2003) ist eine italienische Tennisspielerin.

## Karriere
Giordano spielte bislang vor allem auf der ITF Juniors Tour und der ITF Women’s World Tennis Tour, wo sie bisher einen Titel im Doppel gewinnen konnte.

## Turniersiege

### Doppel
| Nr. | Datum        | Turnier  | Kategorie | Belag     | Partnerin   | Finalgegnerinnen                | Ergebnis |
| --- | ------------ | -------- | --------- | --------- | ----------- | ------------------------------- | -------- |
| 1.  | 1. März 2025 | Pretoria | ITF W15   | Hartplatz | Coco Bosman | Vivien Sandberg Emma Van Poppel | kampflos |